# Algua
Algua är en ort och kommun i provinsen Bergamo i regionen Lombardiet i Italien. Kommunen hade 668 invånare (2018).